# Elecciones estatales del Sarre de 1970
Las elecciones al Parlamento del Estado del Sarre de 1970 se llevaron a cabo el 14 de junio de 1970, coincidiendo con las elecciones estatales en Renania del Norte-Westfalia y Baja Sajonia. La participación fue del 83,1%
La CDU logró avances electorales importantes, mientras que el socio de coalición del SPD a nivel federal, el FDP, quedó fuera del parlamento, al igual que el SVP/CVP (el cual continuó con estas siglas después de haber formado una coalición electoral con el Partido de Centro denominada Saarländische Volkspartei/Christliche Volkspartei cinco años antes). Estuvieron representados por lo tanto sólo dos partidos en el Parlamento, el SPD y la CDU, la cual gracias a la mayoría absoluta obtenida pudo formar un gobierno en solitario por primera vez.
El primer ministro Franz-Josef Röder fue, por lo tanto, reelegido, y el SPD se mantuvo en la oposición.

## Resultados
Los resultados fueron:
| Partido | Partido | Votos   | %      | Escaños |
| ------- | ------- | ------- | ------ | ------- |
|         | CDU     | 308.107 | 47,8 % | 27      |
|         | SPD     | 262.492 | 40,8 % | 23      |
|         | FDP     | 28.167  | 4,4 %  | −       |
|         | NPD     | 22.020  | 3,4 %  | —       |
|         | DKP     | 17.344  | 2,7 %  | −       |
|         | SVP/CVP | 5.773   | 0,9 %  | −       |